# Nội các Trần Trọng Kim

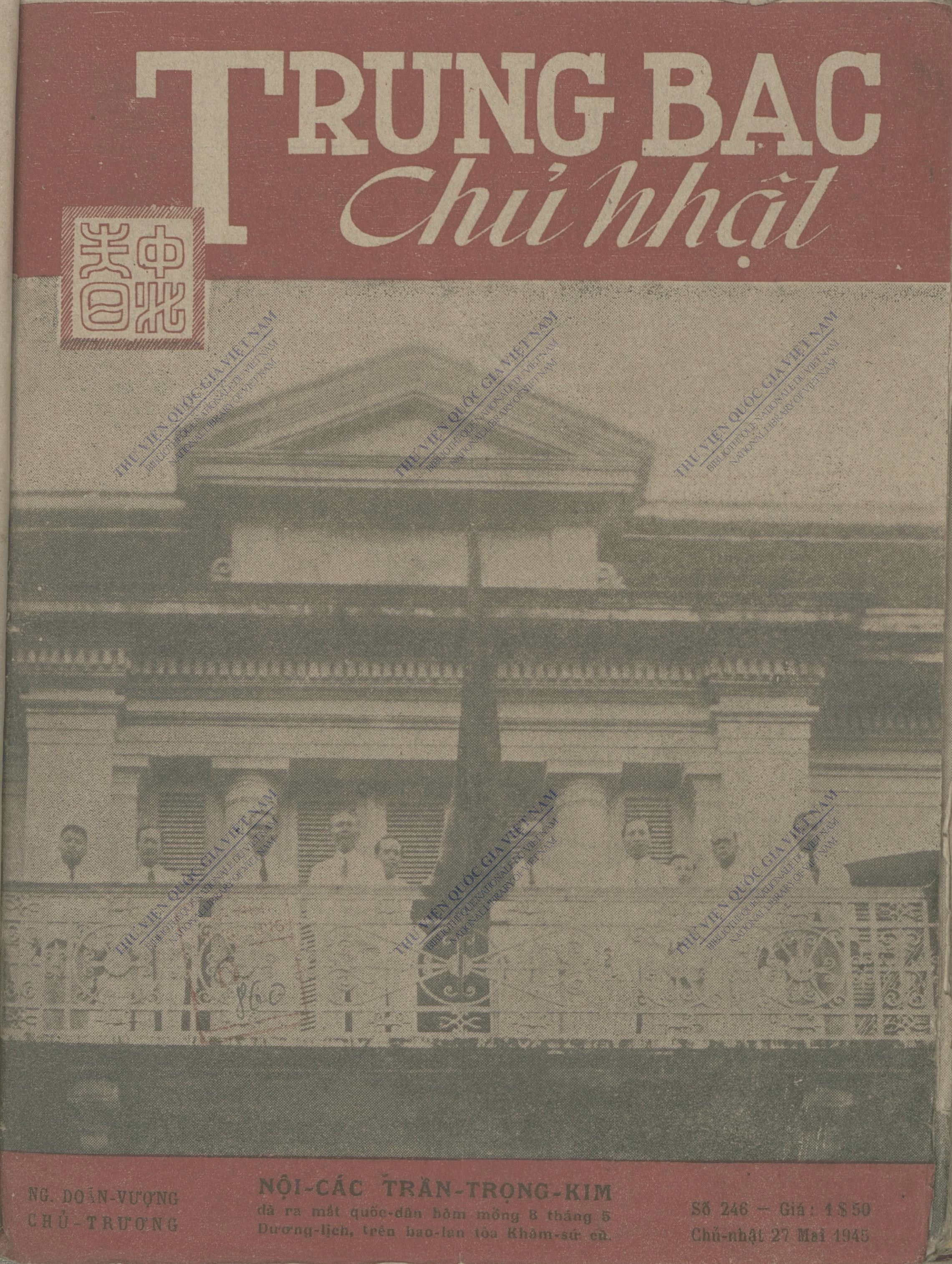
Nội các Đế quốc Việt Nam ra mắt quốc dân tại Huế ngày 8 tháng 5 năm 1945, trang đầu tuần báo Trung Bắc Chủ nhật số 246.

Nội các Trần Trọng Kim, là nội các của chính phủ Đế quốc Việt Nam (một chính thể thân Nhật ở Việt Nam năm 1945) do học giả Trần Trọng Kim đứng đầu ngày 17 tháng 4 năm 1945. Danh sách nội các được trình vua Bảo Đại phê chuẩn, sau Tuyên cáo Việt Nam độc lập vào ngày 11 tháng 3 năm 1945.

## Bối cảnh
Ngày 9 tháng 3 năm 1945, khi tình hình chiến tranh Thái Bình Dương thay đổi bất lợi, Nhật thay đổi chính sách và đảo chính Pháp, bắt giam các tướng lãnh và tước khí giới của quân đội Pháp ở Đông Dương.
Sau cuộc tập kích bất ngờ vào quân Pháp đêm 9-3-1945, vấn đề quan trọng nhất đối với quân Nhật là duy trì bằng được "trật tự và ổn định" nhằm tìm nguồn cung ứng vật chất tại chỗ cho gần 100.000 lính Nhật, cũng như để cung cấp cho việc phòng thủ nước Nhật trước đà tấn công của quân Đồng Minh. Tuy nhiên, đúng lúc đó, bộ máy hành chính thực dân mà Nhật kế thừa từ Pháp đã tan rã, vì thế việc thành lập bộ máy cai trị bản xứ đặt ra như một đòi hỏi cấp bách và Đế quốc Việt Nam ra đời trong bối cảnh đó.
Ngay từ đêm 8/3, quân Nhật Bản đã được phái đến canh giữ nghiêm ngặt nhà của các quan lớn trong triều Nguyễn. Họ giữ các quan này ở trong nhà để chờ lệnh từ chỉ huy Nhật. Theo lời kể của đại thần Phạm Quỳnh, quân Nhật đi tìm tất cả các quan trong Viện cơ mật và giam họ lại một chỗ. Đến sáng 9/3, khi đã đưa được Bảo Đại về kinh đô, quan Nhật là Yokoyama đưa cho họ 2 văn bản đã viết sẵn: Bản tuyên bố hủy bỏ các hiệp ước nhà Nguyễn đã ký với Pháp và Bản tuyên bố giải tán Viện cơ mật, tất cả nhằm dọn đường cho việc thành lập nội các Đế quốc Việt Nam. Yokoyama nói thẳng "tôi cho các vị 15 phút để suy nghĩ". Trong hoàn cảnh đó, các quan nhà Nguyễn không muốn ký cũng không được.

Bản vẽ cờ quẻ Ly, được công nhận làm Quốc kỳ mới từ ngày 12 tháng 6.

Đạo dụ số 5 của Hoàng đế Bảo Đại ngày 17 tháng 4 năm 1945 chuẩn y Nội các mới, bao gồm phần lớn là những nhà trí thức, chuyên môn mà trước đó không nằm trong các đảng phái cách mạng chống Pháp.
Bộ trưởng Vũ Ngọc Anh qua đời vì trúng đạn bởi máy bay Mỹ ngày 23 tháng 7. Ngày 5/8/1945, mới ra mắt được 4 tháng, 3 bộ trưởng trong Nội các xin từ nhiệm. Các bộ trưởng khác tuyên bố bất lực, bởi không thể làm được việc gì nếu không được cố vấn tối cao Nhật đồng ý. Trần Trọng Kim cố gắng liên hệ nhưng các nhân vật cấp tiến đều khước từ cộng tác, đến đầu tháng 8 chính Trần Trọng Kim cũng nói mình bị "tăng huyết áp" và không ra khỏi nhà.
Theo tác giả Lê Mạnh Hùng, với an ninh, quốc phòng và kinh tế tài chánh đều nằm trong tay quân đội Nhật, tất cả những gì mà Chính phủ Trần Trọng Kim có thể đạt được trong việc giành lại chủ quyền cho Việt Nam thực tế là chỉ có tính cách biểu tượng. Tuy nhiên, trong tình huống Đông Dương vào năm cuối của Thế chiến thứ hai, biểu tượng đóng một vai trò rất quan trọng. Chương trình chính phủ theo lời nói của ông Hoàng Xuân Hãn là làm thay đổi tâm lý người Việt đến mức mà đất nước sẽ không thể trở lại tình trạng thuộc địa nữa một khi Thế chiến thứ hai chấm dứt.

## Danh sách thành viên
Đây là danh sách Nội các Chính phủ Đế quốc Việt Nam.
| Thứ tự | Chức vụ                                           | Tên             | Nghề nghiệp    | Chức vụ sau cùng |
| ------ | ------------------------------------------------- | --------------- | -------------- | --- |
| 1      | Nội các Tổng trưởng                               | Trần Trọng Kim  | Giáo sư sử học | |
| 2      | Phó Nội các Tổng trưởng kiêm Bộ trưởng Ngoại giao | Trần Văn Chương | Luật sư        | Đại sứ Việt Nam Cộng hòa tại Mỹ. |
| 3      | Bộ trưởng Nội vụ                                  | Trần Đình Nam   | Bác sĩ         | Niên trưởng Giám sát Viện Đệ Nhị Cộng hòa Việt Nam |
| 4      | Bộ trưởng Tư pháp                                 | Trịnh Đình Thảo | Luật sư        | Phó Chủ tịch Hội đồng Cố vấn Chính phủ Cách mạng lâm thời Cộng hoà Miền Nam Việt Nam, uỷ viên Đoàn Chủ tịch Ủy ban Trung ương Mặt trận Tổ quốc Việt Nam |
| 5      | Bộ trưởng Giáo dục và Mỹ nghệ                     | Hoàng Xuân Hãn  | Thạc sĩ Toán   | |
| 6      | Bộ trưởng Tài chính                               | Vũ Văn Hiền     | Luật sư        | |
| 7      | Bộ trưởng Thanh niên                              | Phan Anh        | Luật sư        | Bộ trưởng Bộ Ngoại thương, Phó chủ tịch Quốc hội Cộng hòa xã hội chủ nghĩa Việt Nam.                                                                    |
| 8      | Bộ trưởng Công chính                              | Lưu Văn Lang    | Kỹ sư          | |
| 9      | Bộ trưởng Y tế và Cứu tế                          | Vũ Ngọc Anh     | Bác sĩ         | tử thương vì máy bay Đồng Minh oanh tạc 23 Tháng Bảy 1945                                                                                               |
| 10     | Bộ trưởng Kinh tế                                 | Hồ Tá Khanh     | Bác sĩ         | |
| 11     | Bộ trưởng Tiếp tế                                 | Nguyễn Hữu Thí  | Cựu y sĩ       | |
| *      | Khâm sai Bắc Bộ                                   | Phan Kế Toại    | Tổng đốc       | Phó Thủ tướng, Bộ trưởng Nội vụ Việt Nam Dân chủ Cộng hòa.                                                                                              |
| *      | Khâm sai Nam bộ                                   | Nguyễn Văn Sâm  |                | bị ám sát 10 Tháng Mười 1945 |
| *      | Đốc lý Hà Nội                                     | Trần Văn Lai    | Bác sĩ         | Phó Chủ tịch Ủy ban hành chính TP Hà Nội |
| *      | Tổng đốc Nghệ An                                  | Đặng Văn Hướng  | phó bảng       | Quốc vụ khanh đặc trách công tác ở 3 tỉnh Thanh- Nghệ - Tĩnh của Việt Nam Dân chủ Cộng hòa.                                                             |
| *      | Đốc lý Hải Phòng                                  | Vũ Trọng Khánh  | Luật sư        | Bộ trưởng Bộ Tư pháp đầu tiên của Chính phủ Liên hiệp Lâm thời Việt Nam Dân chủ Cộng hòa.                                                               |
| *      | Đô trưởng Sài Gòn                                 | Kha Vạng Cân    | Kỹ sư          | Bộ trưởng Bộ Công nghiệp nhẹ Việt Nam Dân chủ Cộng hòa.                                                                                                 |

## Đánh giá
Tuy chỉ tồn tại trong thời gian ngắn, nhưng trong một bài báo được đăng trên BBC tiếng Việt ngày 29 tháng 6 năm 2017, tác giả bài viết đã nêu ra một số thành tựu mà chính phủ Trần Trọng Kim đã làm được trong vòng 130 ngày từ ngày 17/04 – 25/8 năm 1945 bao gồm:
-         Lập lại quốc hiệu Việt Nam.
-         Dùng chữ Quốc ngữ và Việt hóa giáo dục.
-         Đòi lại trên danh nghĩa vùng Nam Kỳ để thống nhất lãnh thổ.
-         Soạn hiến pháp nhấn mạnh tự do và độc lập.
-         Biết rút lui đúng lúc và trao quyền cho phong trào cách mạng nhằm tránh đổ máu.

## Kết cục
Sau khi Việt Nam Dân chủ Cộng hòa ra đời và Kháng chiến chống Pháp bùng nổ, nhiều cựu bộ trưởng nội các Trần Trọng Kim ngả theo Việt Minh và tham gia kháng chiến, có thể kể đến:
- Trịnh Đình Thảo: sau này là lãnh đạo của Liên minh các Lực lượng Dân tộc, Dân chủ và Hòa bình Việt Nam và Cộng hòa Miền Nam Việt Nam
- Phan Anh: Bộ trưởng Bộ Quốc phòng đầu tiên của Việt Nam Dân chủ Cộng hòa
- Phan Kế Toại: Phó Thủ tướng VNDCCH
- Trần Văn Lai: Phó Chủ tịch Ủy ban Hành chính Thành phố Hà Nội và Thứ trưởng Bộ Thương binh - Cựu binh
- Đặng Văn Hướng: Quốc vụ khanh đặc trách công tác ở 3 tỉnh Thanh- Nghệ - Tĩnh; tuy nhiên ông bị liên lụy trong Cải cách ruộng đất
- Vũ Trọng Khánh: Bộ trưởng Bộ Tư pháp VNDCCH
- Kha Vạng Cân: Chủ tịch Ủy ban Hành chánh lâm thời Sài Gòn - Chợ Lớn và Bộ trưởng Bộ Công nghiệp nhẹ VNDCCH

Một số người có xu hướng trung lập không theo Pháp lẫn Việt Minh, nhưng vẫn ít nhiều tham gia các phòng trào yêu nước và chống quân Pháp và Mỹ xâm lược:
- Lưu Văn Lang: tham gia các phong trào đấu tranh chống Pháp, sau là Mỹ xâm lược
- Hoàng Xuân Hãn: sang Pháp định cư năm 1951; ông tập trung viết sách và nghiên cứu về ngôn ngữ, văn hóa và lịch sử Việt Nam; năm 2002 được Nhà nước Việt Nam truy tặng Giải thưởng Hồ Chí Minh về khoa học xã hội và nhân văn
- Vũ Văn Hiền: từng tham gia phái đoàn VNDCCH đàm phán với Pháp tại Hội nghị Đà Lạt 1946; sau 1954 thì di cư vào nam và giảng dạy tại Đại học Sài Gòn, từ bỏ tham gia chính trị
- Hồ Tá Khanh: từ chối lời mời của Chủ tịch Hồ Chí Minh ra tham chính; sang Châu Phi làm việc năm 1950 rồi sang Pháp sống từ năm 1960; hoàn toàn không tham gia vào chính trị

Một số ủng hộ Quốc gia Việt Nam thân Pháp và sau này là Việt Nam Cộng hòa thân Mỹ:
- Trần Trọng Kim: ông từ bỏ tham vọng chính trị và sống thầm lặng đến cuối đời
- Trần Đình Nam: làm bác sĩ tại bệnh viện dân y Quảng Nam; sau Hiệp định Geneva 1954 thì ông di cư vào nam; rồi trở thành Niên trưởng Giám sát viện của Việt Nam Cộng hòa
- Trần Văn Chương: Bộ trưởng Kinh tế VNCH, rồi Đại sứ VNCH tại Mỹ
- Nguyễn Văn Sâm: tham chính trong Cộng hòa Tự trị Nam Kỳ; bị ám sát năm 1947

Riêng Vũ Ngọc Anh thì mất đột ngột vào ngày 23/7/1945 do trúng bom của máy bay quân Đồng minh. Còn Nguyễn Hữu Thí thì từ sau 1945 không còn thông tin gì về ông.